# Nîkonorivka, Ciutove
Nîkonorivka (în ucraineană Никонорівка) este un sat în comuna Fîlenkove din raionul Ciutove, regiunea Poltava, Ucraina.

## Demografie
Componența lingvistică a localității Nîkonorivka
     Ucraineană (98,69%)
     Rusă (1,31%)
Conform recensământului din 2001, majoritatea populației localității Nîkonorivka era vorbitoare de ucraineană (98,69%), existând în minoritate și vorbitori de rusă (1,31%).